# Kałyszki
Kałyszki (biał. Калышкі) – wieś we wschodniej Białorusi, w sielsowiecie Jaśkauszczyna rejonu łozieńskiego w obwodzie witebskim.

## Geografia
Miejscowość położona jest przy granicy z Rosją (2,5 km od wsi Potipy), 8 km od centrum administracyjnego osiedla wiejskiego (Jaśkauszczyna), 18,5 km od centrum administracyjnego rejonu (Łoźna), 48,5 km od Witebska.

## Demografia
W 2009 r. miejscowość zamieszkiwało 73 mieszkańców.

## Historia
W 1900 roku populacja ludności narodowości żydowskiej we wsi  wynosiła 1127 osób.
Podczas okupacji hitlerowskiej, w sierpniu 1941 roku Niemcy utworzyli getto dla żydowskich mieszkańców. Przebywało w nim około 700 osób. 17 marca 1942 roku Niemcy zlikwidowali getto, a Żydów zamordowali. 